# Spartan: Total Warrior
Spartan: Total Warrior – gra akcji stworzona przez brytyjskie studio Creative Assembly. Tytuł został wydany przez firmę Sega na konsole Xbox, PlayStation 2 oraz GameCube. Gra w odróżnieniu od poprzednich części serii Total War, nie jest grą strategiczną. Oferuje 14 różnych etapów w których gracz steruje Spartaninem, walcząc z grekami przeciwko Imperium rzymskiemu, któremu przewodzi bóg wojny Ares.

## Rozgrywka
Rozgrywka w grze polega przede wszystkim na walce, oraz rozwiązywaniu zadań. Gracz ma do dyspozycji szeroką gamę broni, począwszy od mieczy skończywszy na włóczniach czy maczugach. Bohater nie walczy w pojedynkę, zawsze w pobliżu są jacyś towarzysze kierowani przez sztuczną inteligencję.

## Ścieżka dźwiękowa
Muzykę do gry skomponował Jeff van Dyck, Który również tworzył muzykę do innych gier z serii Total War.